# Нотр-Дам-д'Естре-Корбон
Нотр-Дам-д'Естре-Корбон (фр. Notre-Dame-d'Estrées-Corbon) — муніципалітет у Франції, у регіоні Нижня Нормандія, департамент Кальвадос. Нотр-Дам-д'Естре-Корбон утворено 1 січня 2015 року шляхом злиття муніципалітетів Корбон i Нотр-Дам-д'Естре. Адміністративним центром муніципалітету є Нотр-Дам-д'Естре. Населення — 197 осіб (01.01.2021).